# Альмендралехо – Ов'єдо
Альмендралехо – Ов'єдо – газопровід в Іспанії.
Трубопровід, який ввели в дію у 1998 – 2000 роках, дозволив газифікувати ряд регіонів на заході Іспанії та забезпечив подачу на північне узбережжя ресурсу з газового хабу в Кордові (надає доступ до алжирського природного газу з трубопроводу Магриб — Європа та терміналу для імпорту ЗПГ в Уельві). Для цього проклали лінію від Альмендралехо на трасі газопроводу Кордова – Бадахос до Ов'єдо, де виникло сполучення з трубопроводами Бургос – Ов'єдо (почав роботу десятиліттям раніше на основі ресурсу зі східного узбережжя) та Ов'єдо – Туй (споруджений у той же період, що і Альмендралехо –Ов'єдо). Також виникло сполучення з центральною частиною газотранспортної системи країни через трубопровід Самора – Аранда.
Траса Альмендралехо – Ов'єдо має довжину 597 кілометрів, з яких 346 кілометрів до Самори виконано в діаметрі 650 мм, тоді як ділянка від Самори до Ов'єдо довжиною 251 кілометр має діаметр 500 мм. Робочий тиск газопроводу становить 8 МПа.
В районі Ов'єдо великим споживачем природного газу є ТЕС Сото-де-Рібера.
В 2012-му поблизу Ов'єдо почав роботу термінал для імпорту ЗПГ Ель-Мюсел, що створило можливість для реверсування напрямку руху від Ов'єдо на південь.